# Hieracium pilosella
Hieracium pilosella és una espècie de planta asteràcia. És planta nativa d'Euràsia, incloent Catalunya.

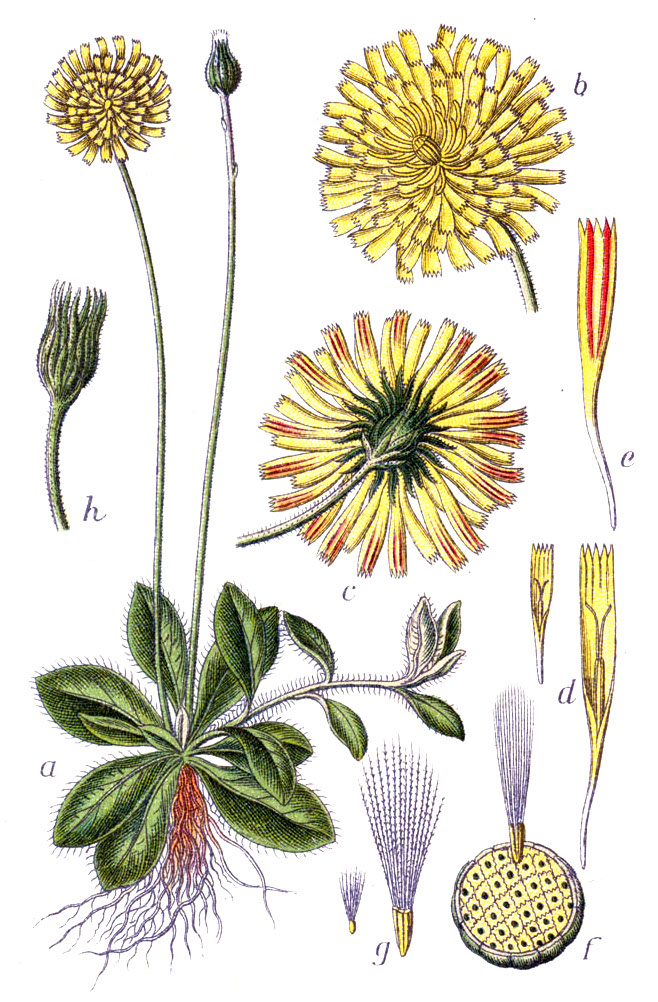
Il·lustració.

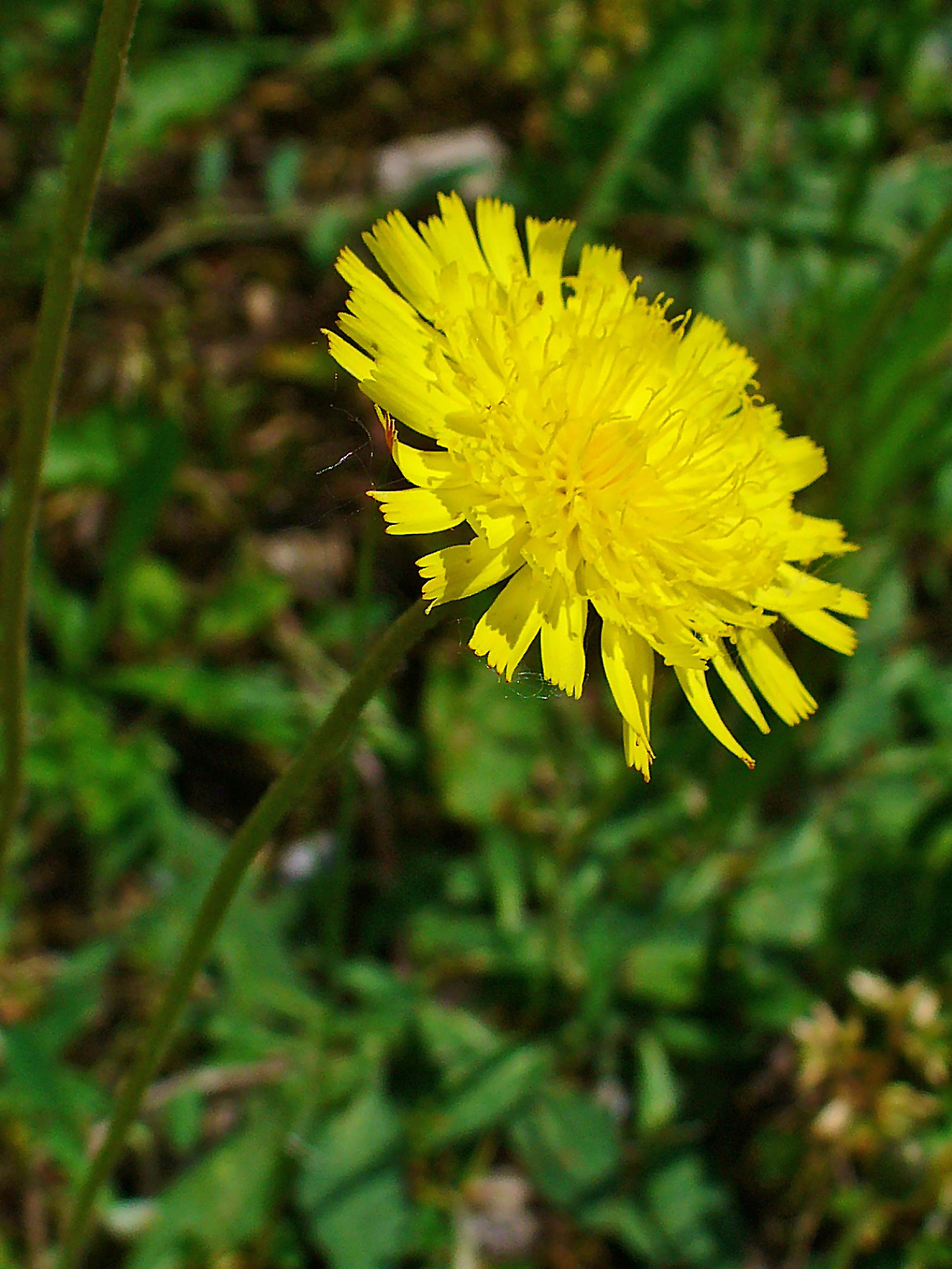
Detall de la flor

En la revisió taxonòmica de The Plant List de l'any 2014, se la considera un sinònim de Pilosella officinarum Vaill.
Habita en pastures,brugueres, roques i murs de tot Europa.

## Descripció
Té estolons foliosos, llargs i prims estesos pel sòl i capítols florals solitaris que broten de tiges, de fins a 30 cm o més, molt piloses. Fulles en una roseta, oblanceolades a el·líptiques, enteres. Flors d'1,8-2,2 cm de diàmetre, flors de color groc pàl·lid, amb ratlles en la superfície externa; bràctees involucrals amb pèls densos arrissats. És una espècie molt variable. Floreix a partir de maig.

### Principis actius
Conté flavonoides: heteròsids d'apigenol i luteolol, cumarines: umbeliferona present en les fulles, tanins, substàncies amargants, resina i mucílag.

### Propietats medicinals
És sudorífica, tònica i expectorant. Diürètica, elimina la urea i els clorurs. Es pot usar en cas d'insuficiència cardíaca, en oligúria o edema en les cames.

## Etimologia
Hieracium: nom genèric que prové del grec hierax o hierakion = "falcó". Li va donar aquest nom Joseph Pitton de Tournefort (1656 - 1708), probablement en referència a alguns escrits del naturalista romà Plini el Vell (23-79) en els quals, segons la tradició les aus de presa utilitzen aquesta planta per enfortir la seva visió.
pilosella: epítet específic que significa "com Pilosella"
Varietats
- Hieracium pilosella var. niveum Müll.Arg.
- Hieracium pilosella var. pilosella L.[4]

Sinònims
- Hieracium linguatiforme Dahlst.
- Hieracium poliophyton (Zahn) Juxip
- Hieracium subtardans (Nägeli i Peter) Zahn
- Pilosella officinarum F.W.Schultz i Sch.Bip.